# Mercè de la Torre i Galeas
Mercè de la Torre i Galeas (Màlaga, 1948) és una activista social catalana. Quan tenia 7 anys, amb els seus pares es va traslladar a Vilafranca del Penedès buscant una millor situació econòmica. Al cap d'un any, la família va venir a Barcelona. Molt jove, va entendre que havia de treballar i aportar el que pogués per ajudar a casa. La directora del col·legi Avinyó, on estudiava, la va recomanar a uns amics seus, els senyors Vidal i Portabella, propietaris de la Central de l'Estilogràfica, situada al carrer de Portaferrissa. Aquí va ser on va començar a aprendre a parlar en català.
Des de fa tretze anys és voluntària de la Fundació Amics de la Gent Gran, on fa de coordinadora dels barris de Sants i Les Corts. És membre del Col·lectiu de Dones en l'Església. El 1994 es va crear l'associació Per l'Altre Cor Cremat de Barcelona - Ajut al Quart Món, per tal de conscienciar de la realitat de la marginació i recaptar fons que destinats a entitats benèfiques que tenen com a objectiu projectes de promoció, educació i habitatge per a les famílies més necessitades del barri del Raval. El 2004 va rebre la Medalla d'Honor de Barcelona.